# Leonhardskirche (Köditz)

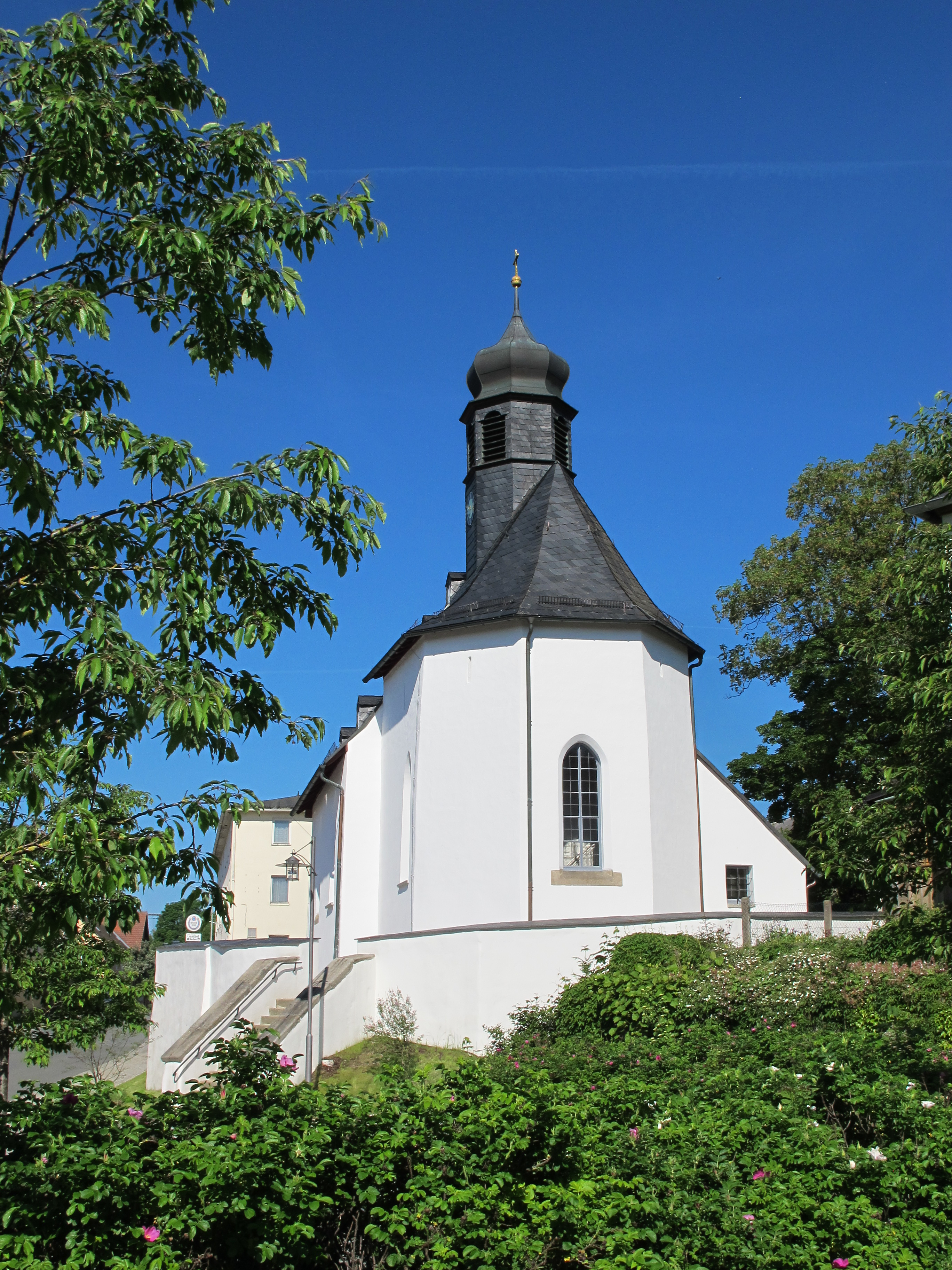
Ansicht der Kirche

Die St.-Leonhards-Kirche Köditz ist eine evangelisch-lutherische Pfarrkirche im Kernort der oberfränkischen politischen Gemeinde Köditz. Sie steht in der Mitte einer runden, auf einen Mittelpunkt hin angelegten, hochmittelalterlichen Dorfanlage an einer Wegkreuzung. Neben dem Christoph-Blumhardt-Haus (Gemeindehaus) ist sie einer der beiden zentralen Orte des geistlichen Gemeindelebens der Kirchengemeinde Köditz.
Zu den Besonderheiten des Kirchen-Ensembles gehören der überdachte brückenartige Zugang und die wehrartige Anlage. Im Inneren fallen die nachträglich eingezogene Empore im Chorraum, die üppige Wandmalerei sowie der schwebende Taufengel von Wolfgang Knoll sowie der ungewöhnlich zentral stehende Altar ins Auge.

## Geschichte

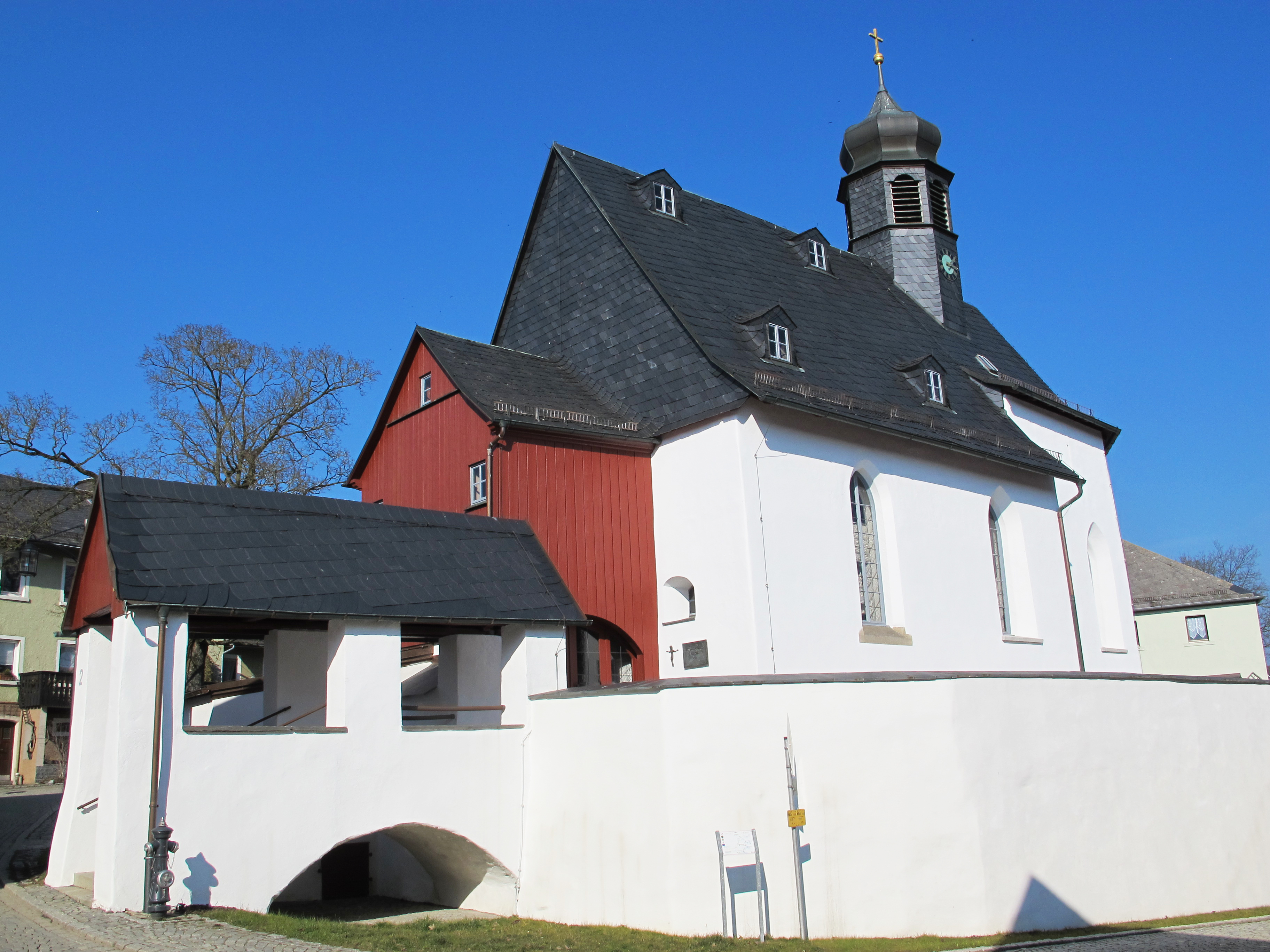
Eingangsbereich

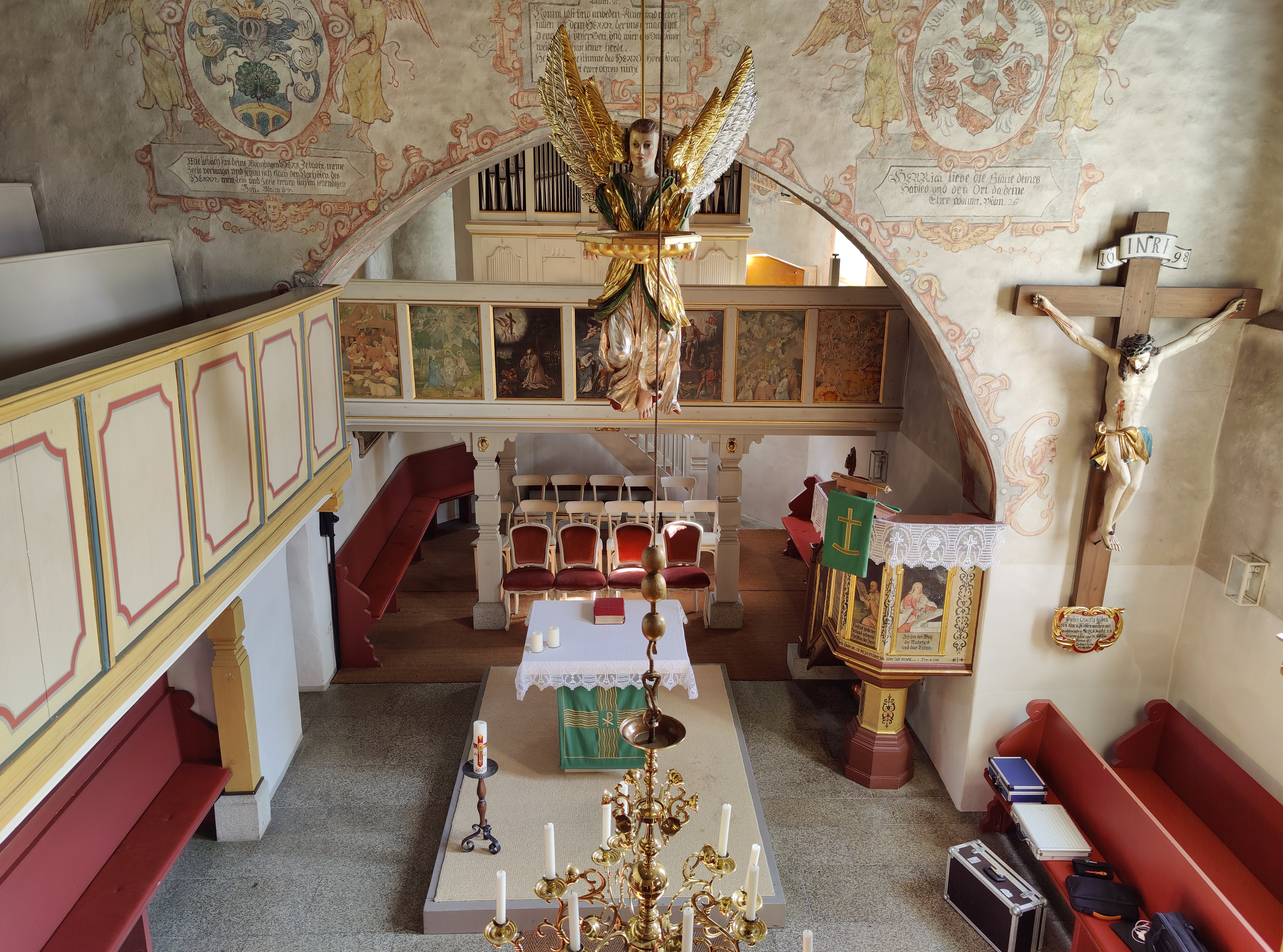
Blick von der Empore in den Altarraum mit frei stehendem, zentriertem Altar

Die St.-Leonhards-Kirche geht zurück auf eine Stiftung im Jahre 1476, als Pfarrpfründe erworben wurden und um 1479 Paulus Knirrer als erster Frühmesser urkundlich fassbar ist. Die ursprüngliche Kapelle soll an der Stelle einer Befestigungsanlage, die der Straßenkreuzsicherung diente, erbaut worden sein, was Funde bei Fundamentsarbeiten bestätigten. Beim ersten Bau um 1450 wurde vorwiegend Holz verwendet, um 1470 dann Stein. Auch der Kapellenbau hatte mit Wall und Graben wehrhafte Züge. Bei der Innenrenovierung 1977/1978 wurden im Chorraum Spuren von Malereien entdeckt. Darunter waren vermutlich Heiligenbilder von St. Leonhard und St. Christophorus. Die Nische eines Sakramentshäuschens und ein Weihekreuz sind erhalten.
Unter dem ersten Pfarrer Paulus Hayder, der ab 1510 mit kirchlichen Aufgaben in Köditz betraut war, nahm die Gemeinde vermutlich 1529 das protestantische Bekenntnis an. Eine Anerkennung als eigenständige evangelische Kirchengemeinde erhielt sie 1545 in einem Schreiben des Markgrafen von Bayreuth, in dem dieser die finanzielle Ausstattung der Pfarrstelle bestätigte.
Im Laufe des Dreißigjährigen Krieges wurde Köditz mehrmals überfallen und geplündert. Der erste Kirchenbau wurde 1632 zerstört und zwischen 1638 und 1641 wieder aufgebaut. Unter den Stifterfamilien waren neben lokalen Adelsfamilien mit den Winkler von Hainfeld und den Ratisborsky von Sechzebus (siehe auch Rittergut Unterkotzau) auch böhmische Exulantenfamilien. Die Kirche hatte den Charakter einer Wehrkirche mit dem teilweise ummauerten Kirchhof und einem bis ins 18. Jahrhundert erwähnten Kirchenwall.

## Standort und Umfeld
Die Kirche befindet sich mit ihrer Schauseite an der Hauptstraße des Ortes. Das Kirchenensemble ist zwar allseitig von Straßen oder Wegen umgeben, steht aber im Kontext einer einst recht dichten dörflichen Bebauung. Inzwischen ist es durch Abriss von ehemaligen umgebenden Gebäuden teils etwas freigestellter als noch um das Jahr 2000.

## Ensemble von Außen
Das Kirchenensemble besteht im Wesentlichen aus der Kirche auf erhöhtem Plateau (einschließlich eines hölzernen Anbaus im Westen), einer sie umgebenden wehrhaften Umfassungsmauer, dem überdachten brückenartigen Übergang (im Westen) und einer Freitreppe im Osten der Anlage. Das (von der Hauptstraße aus gesehen) etwas höher liegende Plateau, auf dem das Kirchengebäude steht, ist von der erwähnten Festungsmauer eingefasst, die dem Plateau zugleich als Stützmauer dient. Früher war die Umfassungsmauer von einem Festungsgraben umgeben. Sowohl der brückenartige Übergang als auch die Freitreppe dienen als Zugang zu dem erhöhten Plateau. Von der Rückseite gibt es einen weiteren barrierefreien Zugang.
Die Kirche selbst besteht aus Langhaus und Chor sowie dem hölzernen Anbau, der einen Vorraum und ein Treppenhaus enthält. Der hölzerne Anbau reicht bis zur Umfassungsmauer. Die Sakristei ist auf der Rückseite (Norden) des Chors als Anbau angefügt. Die Kirche verfügt über einen Dachreiter mit Zwiebelhaube, in dem sich die Glocken befinden. Der markante brückenartige Übergang überspannt bogenförmig (Tonnengewölbe) den ehemaligen Festungsgraben und ist wie ein Laubengang von einem Satteldach mit nach unten offen sichtbarer Holzkonstruktion überdeckt.

## Innenraum und Ausstattung

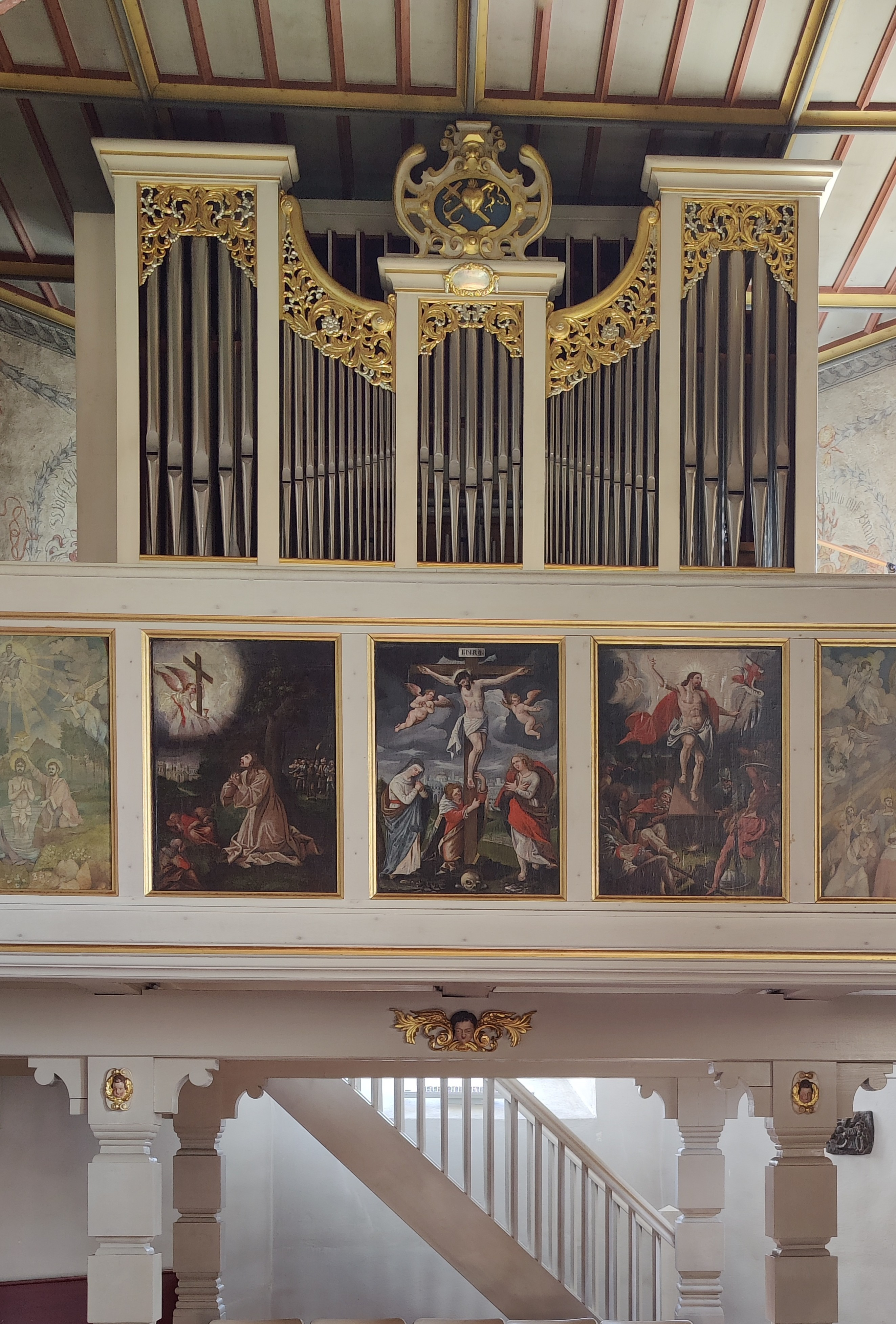
Orgel und Brüstungsgemälde

Beim Betreten der Kirche fallen zunächst der schlichte, zentral unter dem Chorbogen stehende Altar, der Taufengel und die Orgelempore im Chorraum mit Gemälden ins Auge. Bei einer  Kirchenrenovierung 1978 wurde der zuvor im Chorraum stehende Hochaltar mit drei Bildern aufgelöst. Gemäß protestantischem Gemeindeverständnis rückte der Altar in die Mitte der Gemeinde, so dass sich diese rund um ihn versammeln und im Kreis das Abendmahl feiern kann. Der Altar besteht seitdem aus einer vergleichsweise kleinen, etwa quadratischen hölzernen Platte auf mittigem Pfeiler.
Auch im Chorraum entstanden Sitzplätze mit losem Mobiliar (Stühle), um das Rund-um-den-Altar-Sitzen zu betonen. Darüber wurde eine neue Empore eingebaut, in deren Brüstung die bisherigen drei Altarbilder integriert und durch vier weitere von Hans Wiedemann ergänzt wurden.
Die Umbaumaßnahmen von 1978 trugen den Entwicklungen im damaligen Gemeindeverständnis Rechnung. Der Gemeinschaftscharakter wurde durch die neue Kombination der Prinzipalstücke unterstrichen und sollte auch in der gottesdienstlichen Feier zur Geltung kommen.
Die Kanzel von 1641, gestiftet von Caspar Conrad Joditzer, befindet sich rechts am Chorbogen. Die übrige Ausstattung stammt dem späten 17. Jahrhundert und wurde teilweise in der Künstlerwerkstatt Knoll in Hof angefertigt, die auch viele andere Kirchen des Hofer Umlandes mit Kunstwerken ausstattete.
Am Eingang sind eine moderne Bronzeplatte und eine Christusfigur der Köditzer Künstlerin Margarete Wiggen angebracht.
Auffällig sind die üppigen Wandmalereien in weiten Bereichen der Kirche und in der tonnenüberwölbten Sakristei. Sie enthalten Wappendarstellungen der Adelsgeschlechter von Feilitzsch, von Brandt, von Reitzenstein, Prückner, Winkler von Hainfeld und Weltewitz, in der Sakristei derer von Falkenstein und von Lilien. Das Wappen der Familie von Falkenstein ist auch das Ortswappen der politischen Gemeinde Köditz.

### Schwebender Taufengel
Eine Besonderheit der Kirche ist der schwebende Taufengel von Wolfgang Knoll. Er wurde 1769 angefertigt und war ursprünglich an einem Seil im Chorbogen aufgehängt. In der Mitte des 19. Jahrhunderts brachte man den barocken Engel, den man nicht mehr als zeitgemäß empfand, auf den Dachboden. Bei der Renovierung 1950 erhielt er wieder einen Platz neben der Sakristeitüre im Chorraum, wo er stehend installiert wurde. Die muschelförmige Schale, die er mit den ausgebreiteten Armen hält, wurde als Taufbecken genutzt. 1978 installierte man ihn erneut als schwebenden Taufengel im Kirchenraum. Zur Taufe wird er über eine mechanische Konstruktion per Hand von der Decke herabgelassen. Der schwebende Taufengel ist der einzige in Oberfranken und einer von nur wenigen seiner Art in ganz Deutschland, die noch in Gebrauch sind.

### Orgel

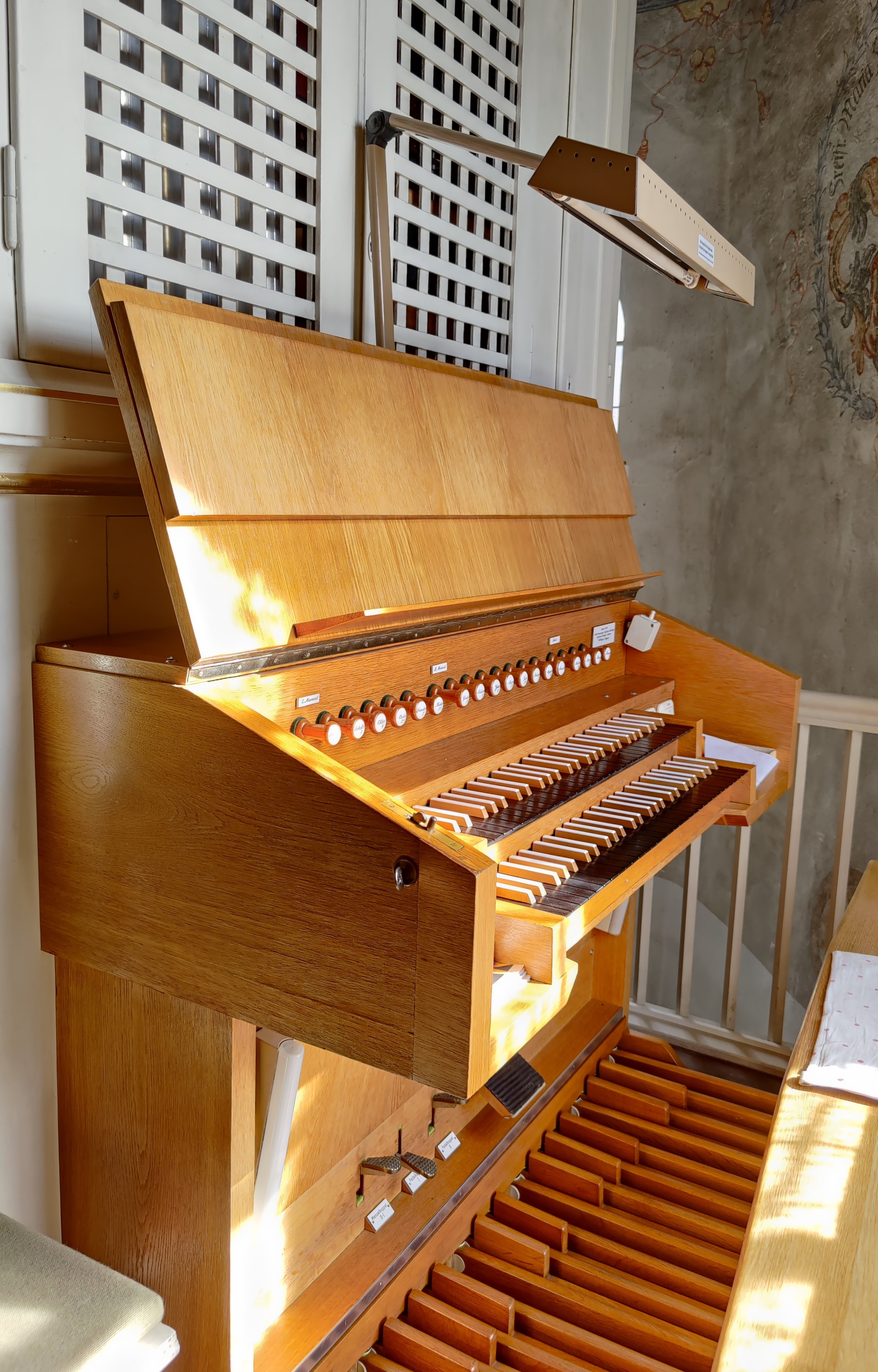
Orgelspielschrank von 1978

Eine Orgel von Johann Heinrich Gruber ist aus dem Jahr 1705 nachweisbar. Sie verfügte über sieben Register auf einem Manual und hatte auf der rückwärtigen Seite im Kirchenschiff ihren Platz. Auf der neuen Empore im Chorraum errichteten die Gebrüder Heidenreich 1830/1831 einen Orgelneubau (I/P/8), dessen Gehäuse noch erhalten ist. Das Innenwerk wurde 1928 durch Eusebius Dietmann ersetzt (II/P/14). Die Firma Deininger & Renner fertigte im Jahr 1978 die heutige Orgel mit 16 Registern auf zwei Manualen und Pedal unter Einbeziehung von Registern der Vorgängerorgel. Sie wurde 2011 von Orgelbau Friedrich (Oberasbach) gereinigt und um ein neues Register Trompete 8′ im Pedal ergänzt. Die Disposition lautet seitdem:
| I Hauptwerk C–g3 |       |
| Prinzipal        | 8′    |
| Rohrflöte        | 8′    |
| Oktav            | 4′    |
| Quinte           | 2 ⁄3′ |
| Gemshorn         | 2′    |
| Mixtur IV        | 1 ⁄3′ |

| II Schwellwerk C–g3 |        |
| Gedeckt             | 8′     |
| Salicional          | 8′     |
| Gedeckt             | 4′     |
| Nasard              | 2 ⁄3′  |
| Prinzipal           | 2′     |
| Terz                | 1 3⁄5′ |
| Cymbel II           | 1⁄2′   |
| Tremulant           |        |

| Pedal C–f1 |     |
| Subbaß     | 16′ |
| Violon     | 8′  |
| Basset     | 4′  |
| Trompete   | 8′  |

- Koppeln: II/I, I/P, II/P